# Военная социология
Военная социология (социология военного дела) — это одна из отраслей социологии. Военная социология рассматривает достаточно широкий круг проблем: социальный состав вооружённых сил, ценности, мотивация и мировоззрение военнослужащих и гражданского персонала ВС, взаимоотношения вооружённых сил (военной организации) и других социальных институтов, структуру и управление воинским коллективом, влияние военных (боевых) действий на общество и отдельные социальные группы, социальная реабилитация и адаптация ветеранов вооружённых сил, участников боевых действий (войн) и т. д.
Военная социология как самостоятельная отрасль научного знания появилась на рубеже XIX и XX веков. За свою историю отечественная военная социология переживала как периоды подъема и бурного развития, так и политических гонений и институционального запрета. На сегодняшний день военная социология прочно утвердилась в статусе отраслевой социологической дисциплины. Согласно приказу Министра обороны Российской Федерации от 11 марта 2004 года № 70 был создан Социологический центр Вооруженных Сил Российской Федерации (СЦ ВС России), а в функции органов воспитательной работы вошли организация военно-социологических исследований и мониторинг социальных процессов в войсках (силах).
Военная социология так же является одной из дисциплин (предметом) военной науки.

### История отечественной военной социологии
Военная социология в конце XIX — начале XX веков проходила этап своего становления в непростых военно-политических условиях. Содержание армии и финансирование флота тяжёлым бременем лежали на народном хозяйстве страны. Военный расходы даже в мирное время с 1878 по 1904 год составляли свыше трети государственных расходов, превышая совокупные затраты на развитие промышленности, земледелия, образования, здравоохранения и т. п. Тяжёлое военно-политическое поражение России в войне 1904—1905 годов подстегнуло рост конституционного и революционного движения, со всей остротой поставило вопрос о реформировании армии и флота, об определении военно-политических приоритетов. «Маньчжурский урок» заставил руководство империи заняться улучшением состояния вооруженных сил. С 1905 по 1912 год в стране осуществляются важные этапы военные реформы, обновляется старший командный состав, улучшается подготовка офицеров, вводятся новые воинские уставы.
Военная социология как система научного знания возникла в России раньше, чем на Западе. У просвещённой части русского офицерства слово «социология» было в ходу благодаря тесным историческим связям между русской и французской культурой. Первоначальные представления о военной социологии сложились в России на рубеже XIX — начала XX века. Первое «пришествие» военной социологии в российскую науку не было случайным, его тем более нельзя рассматривать как следствие моды или простого удовлетворения «любознательности» военных учёных и исследователей. Возникновение военной социологии скорее явилось закономерным результатом осознания ими специфики социально-исторических условий второй половины XIX века и роста доверия к логике и методологии научно-социального познания, утвердившихся в общественных науках под влиянием идей, принципов и методов философии и социологии того времени.
Одной из причин её появления был поиск позитивных и негативных ответов на сочинения западноевропейских стратегов типа К. фон Клаузевица, X. фон Мольтке, А. Жомини, Г. фон Бюлова и других. В многоплановых ответах на зарубежные работы наши авторы быстро перешли от узкоспециальной трактовки армии, флота и военной деятельности к более широкой, социологической перспективе, рассматривая армейский (флотский) институт в связи с демографическими, экономическими, политическими и духовными явлениями. Пионерами такого социологического подхода стали, прежде всего, талантливые преподаватели Николаевской академии Генерального штаба. Позднее их усилия были поддержаны большой группой людей, как штатских, так и военнослужащих. Вообще следует отметить — социально высокая роль вооружённых сил в сословном обществе России XIX века привела к тому, что многие выдающиеся отечественные социологи (теоретики и практики) часто либо имели за плечами военное образование, либо какое-то время состояли на военной службе. Такого обилия профессиональных военных в социологии не знала ни одна другая страна той поры: П. Лавров, В. Фрей, П. Кропоткин, Е. де Роберти, Д. Столыпин, Ф. Степун, М. Бакунин, П. Лилиенфельд и другие. Научные интересы всех этих людей были самыми разнообразными и широкими и совсем не ограничивались только армейскими и флотскими сюжетами. Наряду с ними образовалась группа исследователей-офицеров — М. Драгомиров, Г. Леер, Н. Михневич, Н. Корф, Н. Головин, П. Режепо, А. Резанов и другие, которые были кровно заинтересованы проблемами модернизации вооружённых сил и военных доктрин, приведением их в соответствие с «духом времени». Именно они и стали специализироваться на одной относительно узкой социологической теме — структура и роли (функции) вооружённых сил как социального института, их стратификационного строения, каналов пополнения, влияние войны и мира на общественную жизнь. Их исследовательскими усилиями теоретического и эмпирического плана и была создана отечественная военная социология. Некоторые из этих исследователей, став после революции (переворота) деятелями русского зарубежья, продолжали работать в избранном научном русле. В частности, отметим, что П. Сорокин в конце 1930-х годов пригласил двух известных российский военных социологов Н. Головина и А. Зайцева принять участие в его грандиозном исследовательском проекте, получившем при опубликовании название «Социальная и культурная динамика». Они провели уникальные подсчёты военных конфликтов, их причин, проанализировали длительность и эффективность в решении территориальных, религиозных, классовых, политических споров почти за двухтысячелетнюю историю европейской цивилизации.
Толчком к развитию военно-социологической мысли послужил комплекс социально-исторических предпосылок: Русско-японская, Первая мировая война, Революция 1917 года и Гражданская война, изменившие представления о масштабах и роли общества и человека в войнах XX века. Возникла потребность в раскрытии сущностных характеристик военно-социальных объектов: войны, вооружённых сил и характера их взаимосвязи с обществом, социальной обусловленности военных побед и поражений. Вместе с тем, бурное развитие военной социологии встретило политическое противодействие — вначале самодержавной, затем — советской власти.
После Революции 1917 года и массовой эмиграции социологов в 1920-е гг. отечественная военная социология развивалась по двум направлениям: в эмиграции разрабатывались её теоретические основы, и в Советском Союзе проводились преимущественно эмпирические исследования, вопросы войны и вооружённых сил рассматривались чаще всего в свете марксистско-ленинской теории.
Большинство ярких представители военной социологии дореволюционного периода эмигрировали (Н. Н. Головин, П. Н. Краснов, Е. Месснер, П. А. Сорокин, Н. С Тимашев), были подвергнуты репрессиям в 30-е годы (А. Е. Снесарев, А. А. Свечин) или вынуждены были приспосабливаться в новой идеологической системе. Новое поколение военных социологов стало появляться лишь в 60-е годы.

### Современное состояние отечественной военной социологии
Военная социология в России, как и в других странах, является довольно узкой отраслевой дисциплиной. Среди главных препятствий её развития и привлечения внимания широкого круга социологов необходимо в первую очередь назвать закрытый и консервативный характер военной организации. Доступ ученых-исследователей в воинские части ограничен в силу особого режима секретности, поэтому проводить систематические репрезентативные исследования имеют возможность лишь должностные лица и ведомственные организации. Кроме того, проблемы Вооруженных Сил волнуют общество меньше, чем, например, в США, Израиле, Великобритании, Франции и других западных странах, которые в настоящее время активно участвуют в вооруженных конфликтах и операциях невоенного типа.
Тематика российских военно-социологических исследований обусловлена социально-политической ситуацией в стране и социологической традицией, и затрагивает в основном темы социального и экономического положения, ценностных и профессиональных ориентаций различных категорий военнослужащих, проблемы военного образования, конфликты в воинских коллективах и т. д.. Для сравнения, на западе значительно больше внимая уделяется проблемам гендерного неравенства в вооружённых силах, отношениям вооружённых сил и общества, социального контроля над вооружёнными силами, актуальным проблемам участников и ветеранов последних военных конфликтов и миротворческих операций.
Военная социология в России довольно слабо институционализована, соответствующая кафедра есть только в Военном университете (г. Москва), а полномасштабные исследования проводит Социологический центр Вооруженных Сил, при этом существуют доступные периодические издания и специализированный электронных ресурс по военной социологии. Отдельные статьи можно встретить в журнале «Социологические исследования», достаточно разнообразны также диссертационные работы в этой сфере.

### Военная служба как образ жизни и профессия
В военной социологии актуальным является вопрос о том, считать ли военную службу обычной профессией или особым образом жизни. Несмотря на наличие институциональных основ военной службы: патриотических ценностей, убеждений, исторических традиций, современные вооружённые силы ориентированы на рыночные, экономические принципы: для многих молодых людей служба по контракту рассматривается прежде всего как источник стабильного достойного дохода, бесплатного жилья, льгот и социальных гарантий. Известный американский военный социолог Чарльз Москос первым обратил внимание на меняющийся характер военной службы, которая трансформируется от социального института с понятиями долга и чести к роду занятий с рыночными механизмами функционирования.
Однако социологи отмечают, что военная профессия неотделима от военной культуры, под которой понимается субкультура военнослужащих, включающая образ жизни, набор ценностей и норм, язык, ритуалы, символы, материальную, художественную культуру, искусство. Военная культура формируется целенаправленно государством и вооружёнными силами с целью формирования духовных основ военной службы и воинской идентичности военнослужащих.
От военнослужащих ожидается такое поведение, стиль жизни и образ мышления, которые предполагают мощную идентификацию со своей профессиональной группой, преданность воинскому долгу не только в служебное время, но и в повседневной жизни. Более того, в терминах «долга» военная служба описывается в общевоинских уставах, что указывает на её сакральный характер.
Необходимо признать своеобразие воинского труда. Распространено мнение, что военная профессия требует от человека, прежде всего, призвания и готовности до последней капли крови самоотверженно защищать Родину. Так, военный историк А. И. Каменев пишет: «Офицер — профессия особая, и эта особенность проявляется в своеобразных требованиях к его качествам. Эта профессия трудна (физически, морально и психологически), опасна даже в мирное время, требует высокой самоотверженности, доходящей до самозабвения. Ряды офицерского корпуса покинуть значительно сложнее, чем порвать с какой-либо другой специальностью. Офицерская служба сопряжена со многими лишениями, неудобствами, которые не испытывают представители других профессий. Денежное вознаграждение за офицерский труд как правило не соответствует той высокой его «стоимости», которой по справедливости этот труд должен бы оцениваться. Высокая степень ответственности, ограниченность гражданских и личных прав и свобод тяжелым бременем ложатся на душу офицера и требуют высочайшего уровня сознательности и самоограничения. Не каждый человек в состоянии нести по жизни такой «крест».».
Социальная среда военнослужащих достаточно закрыта и консервативна, критериями признания в ней служит успешный опыт, связанный с преодолением тягот и лишений военной службы, жизнью в казарме, участием в боевых действиях или учениях. Поэтому к призывавшимся когда-то в вооружённые силы выпускникам гражданских вузов было негативное отношение в войсках: «пиджаки» зачастую не владели необходимыми бытовыми привычками, лексикой, не разделяли общие ценности, и в целом не стремились интегрироваться в сообщество военнослужащих.

## Исследования СЦ ВС России
На данный момент возможно ознакомится со следующими исследованиями Социологический центр Вооруженных Сил Российской Федерации (СЦ ВС России):
- Некоторые проблемы социального положения военнослужащих, проходящих военную службу по контракту в ВС России;[5]
- Комплексный анализ социально-экономического и правового положения членов семей военно-служащих, погибших (умерших) в период прохождения военной службы;[5]
- Великая Отечественная война глазами детей и подростков России;[5]
- Состояние межличностных отношений в воинских коллективах ВС России;[5]
- Отношение призывников к службе в ВС;[5]
- Общественная оценка материальной обеспеченности офицеров ВС России;[5]
- Мнение военнослужащих, проходящих военную службу по призыву, о ценностях военной службы;[5]
- Характеристика религиозной ситуации в ВС России;[5]
- Удовлетворенность граждан, уволенных с военной службы, реализацией мероприятий в рамках Стратегии социального развития ВС России;[5]
- Социологический анализ проблемы реализации права на профессиональную переподготовку военнослужащих, увольняющихся в запас;[5]
- Профессионально-возрастная структура офицерского состава ВС России;[5]
- Состав домохозяйств военнослужащих, проходящих военную службу по контракту (в %);[5]
- Основные ценности рядового и сержантского состава;[5]